# Luis Ojeda
Luis Alberto Ojeda (Romang, 21 marzo 1990) è un calciatore argentino, portiere svincolato.

## Carriera

### Club

#### Gli anni nelle giovanili e l'esordio all'Unión
La sua carriera da calciatore inizia nel 2002 quando viene acquistato dall'Unión de Santa Fe per militare nelle varie divisioni giovanili.

##### Stagione 2008-2009 e 2009-2010
Dopo aver trascorso sei stagioni nelle file della formazione primavera, passa in prima squadra nel 2008 esordendo come calciatore professionista il 17 agosto nel match contro il Talleres. Il 14 giugno 2009 ottiene la sua prima espulsione in carriera nel match contro gli All Boys. Conclude la sua prima stagione tra i professionisti con sedici presenze all'attivo. La stagione successiva viene confermato come portiere della formazione titolare.

#### Il passaggio all'Argentinos
Nel marzo del 2010 passa a titolo definitivo all'Argentinos Juniors, concludendo l'esperienza con il club di Santa Fe dopo aver collezionato in tutto 48 presenze. Debutta con la sua nuova maglia il 15 marzo nel match, vinto, contro il Racing Club de Avellaneda.

### Nazionale
Nel 2009 prende parte, con l'Under-20, al Campionato sudamericano di calcio Under-20 organizzato in Venezuela e durante il torneo scende in campo due volte: la prima volta nel match contro il Venezuela Under-20, rimediando anche un'ammonizione, mentre la seconda volta contro il Peru Under-20.

## Statistiche

### Cronologia presenze e reti in nazionale
| Cronologia completa delle presenze e delle reti in nazionale ― Argentina under 20 | Cronologia completa delle presenze e delle reti in nazionale ― Argentina under 20 | Cronologia completa delle presenze e delle reti in nazionale ― Argentina under 20 | Cronologia completa delle presenze e delle reti in nazionale ― Argentina under 20 | Cronologia completa delle presenze e delle reti in nazionale ― Argentina under 20 | Cronologia completa delle presenze e delle reti in nazionale ― Argentina under 20 | Cronologia completa delle presenze e delle reti in nazionale ― Argentina under 20 | Cronologia completa delle presenze e delle reti in nazionale ― Argentina under 20 |
| Data                                                                              | Città                                                                             | In casa                                                                           | Risultato                                                                         | Ospiti                                                                            | Competizione                                                                      | Reti                                                                              | Note                                                                              |
| --------------------------------------------------------------------------------- | --------------------------------------------------------------------------------- | --------------------------------------------------------------------------------- | --------------------------------------------------------------------------------- | --------------------------------------------------------------------------------- | --------------------------------------------------------------------------------- | --------------------------------------------------------------------------------- | --------------------------------------------------------------------------------- |
| 24/1/2009                                                                         | Maturín                                                                           | Argentina U-20                                                                    | 2 – 1                                                                             | Perù 20                                                                           |                                                                                   | -1                                                                                |                                                                                   |
| 20/1/2009                                                                         | Maturín                                                                           | Venezuela U-20                                                                    | 1 – 1                                                                             | Argentina U-20                                                                    |                                                                                   | -1                                                                                |                                                                                   |
| Totale                                                                            |                                                                                   | Presenze                                                                          | 2                                                                                 |                                                                                   | Reti                                                                              | -2                                                                                |                                                                                   |

## Palmarès

### Club

#### Competizioni nazionali
- Campionato argentino: 1

Argentinos Juniors: Clausura 2010